# Jónsi
Jón Jósep Snæbjörnsson (1. juni 1977 i Akureyri, Island) er en islandsk sanger. Han har repræsenteret Island i Eurovision Song Contest 2012 sammen med Gréta Salóme, og han deltog desuden for Island i Eurovision Song Contest 2004, hvor han med sangen "Heaven" fik en 19. plads.